# Muziek voor volwassenen
Muziek Voor Volwassenen is een Nederlands radioprogramma dat wordt gepresenteerd door Johan Derksen. Het programma wordt syndicated aangeboden op diverse Nederlandse radiozenders, waaronder RTV Drenthe. 
In het programma wordt voornamelijk blues, soul, country en americana gedraaid. De gedraaide platen worden aan elkaar gepraat door Derksen die feiten over de muziek vertelt. 
Het programma begon bij Radio Rijnmond, waar het op zaterdagochtend werd uitgezonden. TV Rijnmond maakte in 2015 een een televisieserie over hoe Derksen het programma produceert. Het programma levert sinds 2016 een vaste basis aan de dagelijkse programmering van regionale omroep RTV Drenthe. Zij zenden het primetime uit op werkdagen tussen 18:00 uur en 19:00 uur. 
In 2022 kwam Derksen in opspraak nadat hij in zijn talkshow Vandaag Inside vertelde over een kaars die hij tussen de benen van een bewusteloze vrouw had geplaatst. Dat was voor Radio Rijnmond reden om het programma per direct te schrappen. NH Radio en Radio West hebben het programma ook enkele tijd uitgezonden, maar schrapte het eveneens vanwege de ophef.  
Na deze rel toonde landelijke radiozenders interesse in Muziek Voor Volwassenen. Radio Veronica nam het in 2022 op in de programmering. In juni 2024 werd het programma van Derksen per direct geschrapt door wijzigingen in de programmering. Ook het programma van Danny Vera werd om dezelfde reden van zender gehaald. Muziek Voor Volwassenen verhuisde naar het themakanaal Radio 10 60's en 70's Hits. 
De online radiozender Arrow Bluesbox Radio zendt het programma uit sinds 2021. 